# باتسي لونش
باتسي لونش (بالإنجليزية: Patsy Lynch)‏ هي مصورة أمريكية، ولدت في 21 يوليو 1953.